# Segunda División Profesional de Chile 2018
La Segunda División Profesional de Chile 2018 fue la 8.º edición de la tercera categoría del fútbol chileno. El campeonato lo organiza la Asociación Nacional de Fútbol Profesional.

## Sistema de campeonato

### Formato del Torneo
La Fase Regular constará de 18 fechas, siendo 2 ruedas con 9 jornadas cada una. Al término de la fase regular, los equipos ubicados en los primeros cinco lugares, clasificarán a una Liguilla de Ascenso, por el único ascenso a la Primera B para el 2019, mientras que los cinco últimos serán relegados a la Liguilla de Descenso, donde el último de la liguilla en cuestión, descenderá a la Tercera División A para el año 2019.

### Reglamento del Torneo
En este torneo, se observará el sistema de puntos, de acuerdo a la reglamentación de la Internacional F.A. Board, asignándose tres puntos, al equipo que resulte ganador; un punto, a cada uno en caso de empate; y cero punto al perdedor.
El orden de clasificación de los equipos, se determinará en una tabla de cómputo general, de la siguiente manera:
- A) Mayor cantidad de puntos obtenidos; en caso de igualdad;
- B) Mayor diferencia entre los goles marcados y recibidos; en caso de igualdad;
- C) Mayor cantidad de partidos ganados; en caso de igualdad;
- D) Mayor cantidad de goles convertidos; en caso de igualdad;
- E) Mayor cantidad de goles de visita marcados; en caso de igualdad;
- F) Menor cantidad de tarjetas rojas recibidas; en caso de igualdad;
- G) Menor cantidad de tarjetas amarillas recibidas; en caso de igualdad;
- H) Sorteo.

En cuanto al campeón del torneo 2018 y al descendido a la Tercera División A 2019, se definirá de acuerdo al siguiente sistema:
- A) Mayor cantidad de puntos obtenidos; en caso de igualdad;
- B) Partido de desempate en cancha neutral.

## Árbitros
Esta es la lista de árbitros del torneo de Segunda División Profesional 2018. Los árbitros de la primera división, como de primera B, pueden arbitrar en la parte final de este torneo, siempre y cuando no sean designados, para arbitrar en una fecha del campeonato de la categoría mencionada, así como los árbitros de esta lista, pueden dirigir en las dos categorías más altas si así lo estimara la ANFP. Los árbitros Gustavo Ahumada, Rodrigo Carvajal y Matías Quila, partieron a arbitrar a la Primera B, por lo que serán reemplazados por Marcelo González, quien proviene de la Primera B y los árbitros Víctor Abarzúa, Claudio Cevasco, Nicolás Díaz, Jean Araya y Miguel Araos, provenientes del Fútbol Joven de Quilín.
| Árbitros             | Edad    | Categoría |
| -------------------- | ------- | --------- |
| Víctor Abarzúa       | 37 años |           |
| Fabián Aedo          | 32 años |           |
| Miguel Araos         | 37 años |           |
| Jean Araya           | 33 años |           |
| Héctor Arcos         | 46 años |           |
| Claudio Cevasco      | 34 años |           |
| Nicolás Díaz         | 35 años |           |
| Cristián Galaz       | 35 años |           |
| Marcelo González     | 45 años |           |
| Manuel Marín         | 41 años |           |
| Nicolás Medina       | 36 años |           |
| Kenneth Mella        | 36 años |           |
| Nicolás Millas       | 35 años |           |
| Manuel Vergara       | 34 años |           |
| Diego Vidal          | 35 años |           |
| María Belén Carvajal | 41 años |           |

## Equipos participantes

### Equipos por región
| Equipo              | Región        | Ciudad       |
| ------------------- | ------------- | ------------ |
| Deportes Vallenar   | Atacama       | Vallenar     |
| San Antonio Unido   | Valparaíso    | San Antonio  |
| Deportes Recoleta   | Metropolitana | Recoleta     |
| Colchagua           | O'Higgins     | San Fernando |
| Deportes Santa Cruz | O'Higgins     | Santa Cruz   |
| General Velásquez   | O'Higgins     | San Vicente  |
| Independiente       | Maule         | Cauquenes    |
| Fernández Vial      | Biobío        | Concepción   |
| Iberia              | Biobío        | Los Ángeles  |
| Malleco Unido       | La Araucanía  | Angol        |

| Deportes Recoleta |

## Ascendidos y descendidos

### Entrantes
| Pos. | Descendidos a la Segunda División 2018 |
| ---- | -------------------------------------- |
| 16º  | Iberia                                 |

| Pos. | Ascendidos a la Segunda División 2018 |
| ---- | ------------------------------------- |
| 1°   | General Velásquez                     |
| 2°   | Fernández Vial                        |

### Salientes
| Pos. | Descendidos a la Tercera División A 2018 |
| ---- | ---------------------------------------- |
| 2°   | Naval                                    |
| 10°  | Deportes Pintana                         |
| 11°  | Deportes Osorno                          |

| Pos. | Ascendido a la Primera B 2018              |
| ---- | ------------------------------------------ |
| 8°   | Deportes Melipilla (Definición de ascenso) |

## Información
| Equipo                                         | Entrenador        | Estadio                     | Capacidad | Marca                 | Patrocinador       |
| ---------------------------------------------- | ----------------- | --------------------------- | --------- | --------------------- | ------------------ |
| Colchagua                                      | Elvis Aliaga      | Jorge Silva Valenzuela      | 6.000     | One Fit               | Greenvic           |
| Deportes Recoleta                              | Fabián Marzuca    | Luis Navarro Avilés         | 3.500     | Training Professional | Vega Central       |
| Deportes Santa Cruz                            | Osvaldo Hurtado   | Joaquín Muñoz García        | 6.000     | Andrómeda             |                    |
| Deportes Vallenar                              | Gerardo Silva     | Nelson Rojas                | 5.000     | KS7                   | Comercial Sol      |
| Fernández Vial                                 | Roberto Muñoz     | Ester Roa Rebolledo         | 33.000    | CAFU - Tro Deportes   | Lipigas            |
| General Velásquez                              | Roberto Rojas     | Augusto Rodríguez           | 3.000     | Andrómeda             | Áridos San Vicente |
| Iberia                                         | Patricio Almendra | Municipal de Los Ángeles    | 4.150     | Training Professional | VTR                |
| Independiente                                  | Felipe Cornejo    | Miguel Alarcón Osores       | 1.500     | PSport                | San Enrique        |
| Malleco Unido                                  | Daniel Chazarreta | Alberto Larraguibel Morales | 4.000     | Andrómeda             | Scotta             |
| San Antonio Unido                              | Freddy Ferragut   | Eugenio Castro González     | 2.000     | TDeportes             | STI                |
| Actualizado el 20 de agosto de 2018, 21:24 UTC |                   |                             |           |                       |                    |
| 1. 2. 3.                                       |                   |                             |           |                       |                    |

## Restricción de edad
Para esta temporada, se acordó que los clubes tendrán que ser de categoría sub-25, pero podrán contar con cuatro excepciones, que no tendrán límites de edad. La restricción de edad sobre los cuatro cupos sub-25 no aplica a jugadores extranjeros.
| Jugadores Excepciones | Jugadores Excepciones | Jugadores Excepciones | Jugadores Excepciones | Jugadores Excepciones |
| Equipo                | Excepción 1           | Excepción 2           | Excepción 3           | Excepción 4           |
| --------------------- | --------------------- | --------------------- | --------------------- | --------------------- |
| Colchagua             | Claudio Santis        | Diego Olate           | Sergio Catalán        | José Torres           |
| Deportes Recoleta     | Matías Celis          | Sebastián Díaz        | Ariel Salinas         | Christian Sepúlveda   |
| Deportes Santa Cruz   | Javier Lemarí         | Rodrigo Paillaqueo    | Fidel Córdova         | Christopher Penroz    |
| Deportes Vallenar     | Diego Cuéllar         | Giovanni Narváez      | Carlos Julio          | Matías Fabres         |
| Fernández Vial        | Miguel Jiménez        | Humberto Bustamante   | Hugo Díaz             | Cristián Retamal      |
| General Velásquez     | Claudio Muñoz         | Patricio Troncoso     | Eduardo Miranda       | Francisco Araya       |
| Iberia                | José Salcedo          | Felipe Elgueta        | Daniel Castillo       | Luis Pacheco          |
| Independiente         | David Villarroel      | Emerson Ayala         | Eduardo Vilches       | Álvaro Torres         |
| Malleco Unido         | Héctor Mancilla       | José Acevedo          | Edgar Melo            | Lucas Triviño         |
| San Antonio Unido     | David Reyes           | Manuel Ormazábal      | Juan Pablo Carrasco   | Claudio Latorre       |

## Jugadores extranjeros
Cada equipo podrá incluir dentro de su lista de jugadores, un extranjero. La información dada en la lista, puede variar durante el período de fichajes. Además algunos equipos pueden exceder este límite, siempre y cuando el período ya mencionado, aún no haya finalizado bajo la condición de que el jugador que exceda el límite, no esté inscrito reglamentariamente.
| Jugadores Extranjeros                          | Jugadores Extranjeros | Jugadores Extranjeros |
| Equipo                                         | Jugador               |                       |
| ---------------------------------------------- | --------------------- | --------------------- |
| Colchagua                                      | Diego Barrios         |                       |
| Deportes Recoleta                              | Alejandro Hincapié    |                       |
| Deportes Santa Cruz                            | Mauro Aguirre         |                       |
| Deportes Vallenar                              | Aníbal Domeneghini    |                       |
| Fernández Vial                                 | Arnaldo Castillo      |                       |
| General Velásquez                              | Milton Alegre         |                       |
| Iberia                                         | Diego Ruiz            |                       |
| Independiente                                  | Marcos Benavídez      |                       |
| Malleco Unido                                  | Weiner Riascos        |                       |
| San Antonio Unido                              | No tiene              |                       |
| Actualizado el 14 de agosto de 2018, 13:43 UTC |                       |                       |

## Clasificación
|                                                                               | Equipo              | PTS | PJ | PG | PE | PP | GF | GC | DG  |
| ----------------------------------------------------------------------------- | ------------------- | --- | -- | -- | -- | -- | -- | -- | --- |
| 1.                                                                            | Deportes Santa Cruz | 37  | 18 | 11 | 4  | 3  | 30 | 18 | +12 |
| 2.                                                                            | Iberia              | 35  | 18 | 10 | 5  | 3  | 24 | 15 | +9  |
| 3.                                                                            | General Velásquez   | 29  | 18 | 8  | 5  | 5  | 25 | 19 | +6  |
| 4.                                                                            | Independiente       | 24  | 18 | 7  | 6  | 5  | 32 | 28 | +4  |
| 5.                                                                            | Colchagua           | 24  | 18 | 7  | 3  | 8  | 27 | 25 | +2  |
| 6.                                                                            | Deportes Vallenar   | 24  | 18 | 7  | 3  | 8  | 24 | 25 | -1  |
| 7.                                                                            | Fernández Vial      | 21  | 18 | 5  | 6  | 7  | 27 | 24 | +3  |
| 8.                                                                            | San Antonio Unido   | 17  | 18 | 3  | 8  | 7  | 17 | 29 | -12 |
| 9.                                                                            | Malleco Unido       | 16  | 18 | 4  | 4  | 10 | 18 | 27 | -9  |
| 10.                                                                           | Deportes Recoleta   | 16  | 18 | 4  | 4  | 10 | 16 | 30 | -14 |
| Actualizado el 2 de septiembre de 2018, 19:20 UTC - Fuente: Estadísticas ANFP |                     |     |    |    |    |    |    |    |     |

     Clasificados a la Liguilla de Ascenso.
     Relegados a la Liguilla de Descenso.

## Evolución de la clasificación
| Equipo / Fecha      | 01 | 02 | 03 | 04 | 05 | 06 | 07 | 08 | 09 | 10 | 11 | 12 | 13 | 14 | 15 | 16 | 17 | 18 |
| ------------------- | -- | -- | -- | -- | -- | -- | -- | -- | -- | -- | -- | -- | -- | -- | -- | -- | -- | -- |
| Deportes Santa Cruz | 4  | 6  | 7  | 5  | 4  | 4  | 4  | 4  | 2  | 2  | 2  | 3  | 3  | 2  | 2  | 2  | 2  | 1  |
| Iberia              | 1  | 1  | 1  | 1  | 1  | 1  | 1  | 1  | 1  | 1  | 1  | 1  | 1  | 1  | 1  | 1  | 1  | 2  |
| General Velásquez   | 5  | 5  | 5  | 6  | 7  | 6  | 6  | 7  | 4  | 5  | 3  | 4  | 4  | 4  | 3  | 3  | 3  | 3  |
| Independiente       | 3  | 10 | 10 | 9  | 8  | 8  | 8  | 5  | 9  | 8  | 8  | 7  | 5  | 5  | 5  | 6  | 6  | 4  |
| Colchagua           | 9  | 3  | 4  | 2  | 2  | 2  | 2  | 2  | 3  | 4  | 6  | 6  | 6  | 6  | 6  | 5  | 4  | 5  |
| Deportes Vallenar   | 7  | 8  | 8  | 8  | 9  | 9  | 9  | 8  | 8  | 7  | 5  | 2  | 2  | 3  | 4  | 4  | 5  | 6  |
| Fernández Vial      | 6  | 7  | 6  | 7  | 6  | 7  | 7  | 9  | 7  | 6  | 7  | 8  | 8  | 7  | 8  | 7  | 7  | 7  |
| San Antonio Unido   | 2  | 2  | 2  | 3  | 3  | 3  | 3  | 3  | 5  | 3  | 4  | 5  | 7  | 8  | 7  | 8  | 8  | 8  |
| Malleco Unido       | 8  | 9  | 9  | 10 | 10 | 10 | 10 | 10 | 10 | 10 | 10 | 10 | 10 | 10 | 10 | 10 | 10 | 9  |
| Deportes Recoleta   | 10 | 4  | 3  | 4  | 5  | 5  | 5  | 6  | 6  | 9  | 9  | 9  | 9  | 9  | 9  | 9  | 9  | 10 |

| 1. 2. 3. 4. 5. 6. 7. 8. |

## Resultados
|  | Deportes Santa Cruz | 3 - 3 | Independiente     |  | Joaquín Muñoz García        | Manuel Vergara | 14 de abril | 19:00 |
|  | Colchagua           | 1 - 2 | Iberia            |  | Jorge Silva Valenzuela      | Miguel Araos   | 15 de abril | 15:30 |
|  | Deportes Recoleta   | 0 - 1 | San Antonio Unido |  | Municipal de San Bernardo   | Jean Araya     | 15 de abril | 16:00 |
|  | Fernández Vial      | 1 - 1 | General Velásquez |  | Ester Roa Rebolledo         | Nicolás Millas | 15 de abril | 16:30 |
|  | Malleco Unido       | 2 - 2 | Deportes Vallenar |  | Alberto Larraguibel Morales | Nicolás Díaz   | 12 de junio | 19:00 |

|  | Deportes Santa Cruz | 0 - 1 | San Antonio Unido |  | Joaquín Muñoz García        | Nicolás Millas   | 21 de abril | 17:00 |
|  | Malleco Unido       | 1 - 2 | Colchagua         |  | Alberto Larraguibel Morales | Víctor Abarzúa   | 21 de abril | 18:00 |
|  | Iberia              | 1 - 0 | Independiente     |  | Municipal de Los Ángeles    | Nicolás Díaz     | 21 de abril | 19:00 |
|  | Fernández Vial      | 1 - 2 | Deportes Recoleta |  | Ester Roa Rebolledo         | Rodrigo Carvajal | 22 de abril | 16:30 |
|  | Deportes Vallenar   | 3 - 0 | General Velásquez |  | Nelson Rojas                | Juan Lara        | 25 de julio | 19:30 |

|  | Iberia            | 2 - 0 | Deportes Santa Cruz |  | Municipal de Los Ángeles  | Claudio Cevasco | 12 de mayo | 19:00 |
|  | Colchagua         | 3 - 2 | Deportes Vallenar   |  | Jorge Silva Valenzuela    | Jean Araya      | 13 de mayo | 15:30 |
|  | Deportes Recoleta | 2 - 0 | Malleco Unido       |  | Municipal de San Bernardo | Manuel Vergara  | 13 de mayo | 16:00 |
|  | General Velásquez | 0 - 0 | San Antonio Unido   |  | Augusto Rodríguez         | Gustavo Ahumada | 13 de mayo | 16:00 |
|  | Independiente     | 1 - 1 | Fernández Vial      |  | Miguel Alarcón Osores     | Nicolás Millas  | 13 de mayo | 16:00 |

|  | Deportes Vallenar   | 0 - 0 | San Antonio Unido |  | Nelson Rojas                | Víctor Abarzúa  | 18 de mayo | 19:00 |
|  | Deportes Santa Cruz | 2 - 1 | Deportes Recoleta |  | Joaquín Muñoz García        | Nicolás Díaz    | 19 de mayo | 18:00 |
|  | Malleco Unido       | 0 - 2 | Iberia            |  | Alberto Larraguibel Morales | Miguel Araos    | 20 de mayo | 15:00 |
|  | Colchagua           | 2 - 1 | Fernández Vial    |  | Jorge Silva Valenzuela      | Fabián Aedo     | 20 de mayo | 15:30 |
|  | Independiente       | 1 - 1 | General Velásquez |  | Miguel Alarcón Osores       | Claudio Cevasco | 20 de mayo | 15:30 |

|  | San Antonio Unido | 3 - 3 | Independiente       |  | Eugenio Castro González  | Jean Araya     | 26 de mayo | 15:30 |
|  | Iberia            | 1 - 0 | Deportes Vallenar   |  | Municipal de Los Ángeles | Manuel Vergara | 26 de mayo | 19:00 |
|  | Fernández Vial    | 2 - 1 | Malleco Unido       |  | Ester Roa Rebolledo      | Víctor Abarzúa | 27 de mayo | 15:30 |
|  | General Velásquez | 0 - 2 | Deportes Santa Cruz |  | Augusto Rodríguez        | Miguel Araos   | 27 de mayo | 15:30 |
|  | Deportes Recoleta | 0 - 7 | Colchagua           |  | Lucio Fariña Fernández   | Nicolás Millas | 27 de mayo | 16:00 |

|  | Malleco Unido       | 2 - 2 | San Antonio Unido |  | Alberto Larraguibel Morales | Gustavo Ahumada | 2 de junio | 18:00 |
|  | Deportes Vallenar   | 2 - 3 | Independiente     |  | Nelson Rojas                | Kenneth Mella   | 2 de junio | 18:00 |
|  | Deportes Santa Cruz | 2 - 1 | Fernández Vial    |  | Joaquín Muñoz García        | Nicolás Millas  | 2 de junio | 19:00 |
|  | Iberia              | 0 - 0 | Deportes Recoleta |  | Municipal de Los Ángeles    | Felipe Jara     | 2 de junio | 19:00 |
|  | Colchagua           | 0 - 2 | General Velásquez |  | Jorge Silva Valenzuela      | Nicolás Díaz    | 3 de junio | 15:30 |

|  | San Antonio Unido   | 0 - 0 | Colchagua         |  | Eugenio Castro González | Manuel Vergara  | 9 de junio   | 15:30 |
|  | Fernández Vial      | 1 - 2 | Iberia            |  | Ester Roa Rebolledo     | Kenneth Mella   | 10 de junio  | 15:30 |
|  | Independiente       | 2 - 1 | Malleco Unido     |  | Miguel Alarcón Osores   | Miguel Araos    | 20 de junio  | 15:30 |
|  | Deportes Santa Cruz | 3 - 0 | Deportes Vallenar |  | Joaquín Muñoz García    | Claudio Cevasco | 30 de junio  | 18:00 |
|  | General Velásquez   | 1 - 2 | Deportes Recoleta |  | Augusto Rodríguez       | Fabián Aedo     | 15 de agosto | 16:30 |

|  | Iberia            | 1 - 1 | San Antonio Unido   |  | Municipal de Los Ángeles    | Claudio Cevasco  | 16 de junio  | 18:00 |
|  | Deportes Vallenar | 3 - 1 | Fernández Vial      |  | Nelson Rojas                | Benjamín Saravia | 16 de junio  | 19:00 |
|  | Deportes Recoleta | 2 - 0 | Independiente       |  | Municipal de San Bernardo   | Nicolás Millas   | 30 de junio  | 15:00 |
|  | Malleco Unido     | 1 - 4 | General Velásquez   |  | Alberto Larraguibel Morales | Manuel Vergara   | 30 de junio  | 18:00 |
|  | Colchagua         | 1 - 1 | Deportes Santa Cruz |  | Jorge Silva Valenzuela      | Jean Araya       | 15 de agosto | 16:30 |

|  | San Antonio Unido   | 1 - 5 | Fernández Vial    |  | Eugenio Castro González   | Nicolás Millas | 23 de junio | 15:30 |
|  | Deportes Santa Cruz | 1 - 0 | Malleco Unido     |  | Joaquín Muñoz García      | Nicolás Díaz   | 23 de junio | 18:00 |
|  | Deportes Recoleta   | 0 - 1 | Deportes Vallenar |  | Municipal de San Bernardo | Miguel Araos   | 24 de junio | 15:00 |
|  | General Velásquez   | 4 - 0 | Iberia            |  | Augusto Rodríguez         | Jean Araya     | 24 de junio | 15:30 |
|  | Independiente       | 3 - 1 | Colchagua         |  | Miguel Alarcón Osores     | Diego Vidal    | 1 de agosto | 18:30 |

|  | San Antonio Unido | 2 - 0 | General Velásquez   |  | Eugenio Castro González     | Miguel Araos    | 7 de julio | 15:30 |
|  | Deportes Vallenar | 1 - 0 | Iberia              |  | Nelson Rojas                | Matías Quila    | 7 de julio | 19:00 |
|  | Fernández Vial    | 3 - 1 | Colchagua           |  | Ester Roa Rebolledo         | Rafael Troncoso | 8 de julio | 15:00 |
|  | Malleco Unido     | 2 - 1 | Deportes Recoleta   |  | Alberto Larraguibel Morales | Víctor Abarzúa  | 8 de julio | 15:30 |
|  | Independiente     | 3 - 2 | Deportes Santa Cruz |  | Miguel Alarcón Osores       | Manuel Vergara  | 8 de julio | 16:00 |

|  | Deportes Recoleta | 0 - 1 | Deportes Santa Cruz |  | Municipal de San Bernardo | Jean Araya      | 13 de julio | 15:00 |
|  | Iberia            | 1 - 0 | Fernández Vial      |  | Municipal de Los Ángeles  | Claudio Cevasco | 14 de julio | 12:00 |
|  | San Antonio Unido | 0 - 1 | Deportes Vallenar   |  | Eugenio Castro González   | Nicolás Díaz    | 14 de julio | 15:30 |
|  | Colchagua         | 0 - 1 | Malleco Unido       |  | Jorge Silva Valenzuela    | Miguel Araos    | 15 de julio | 15:30 |
|  | General Velásquez | 2 - 0 | Independiente       |  | Augusto Rodríguez         | Fabián Aedo     | 16 de julio | 16:00 |

|  | Deportes Santa Cruz | 3 - 3 | General Velásquez |  | Joaquín Muñoz García        | Claudio Cevasco | 21 de julio | 18:00 |
|  | Deportes Vallenar   | 4 - 1 | Colchagua         |  | Nelson Rojas                | Omar Oporto     | 21 de julio | 19:00 |
|  | Malleco Unido       | 0 - 0 | Fernández Vial    |  | Alberto Larraguibel Morales | Manuel Vergara  | 22 de julio | 15:30 |
|  | Deportes Recoleta   | 2 - 2 | Iberia            |  | Bicentenario La Florida     | Diego Vidal     | 22 de julio | 15:30 |
|  | Independiente       | 2 - 0 | San Antonio Unido |  | Miguel Alarcón Osores       | Nicolás Medina  | 22 de julio | 16:00 |

|  | Deportes Vallenar | 3 - 0 | Deportes Recoleta   |  | Nelson Rojas            | Nicolás Medina | 28 de julio | 19:00 |
|  | San Antonio Unido | 2 - 2 | Iberia              |  | Eugenio Castro González | Jean Araya     | 28 de julio | 21:00 |
|  | Fernández Vial    | 1 - 1 | Deportes Santa Cruz |  | Ester Roa Rebolledo     | Víctor Abarzúa | 29 de julio | 15:00 |
|  | Colchagua         | 1 - 0 | Independiente       |  | Jorge Silva Valenzuela  | Nicolás Millas | 29 de julio | 15:30 |
|  | General Velásquez | 1 - 0 | Malleco Unido       |  | Augusto Rodríguez       | Cristián Galaz | 29 de julio | 15:30 |

|  | Deportes Recoleta | 2 - 3 | General Velásquez   |  | Municipal de La Pintana     | Fabián Aedo     | 4 de agosto | 16:00 |
|  | Malleco Unido     | 0 - 1 | Deportes Santa Cruz |  | Alberto Larraguibel Morales | Nicolás Díaz    | 4 de agosto | 18:00 |
|  | Iberia            | 1 - 1 | Colchagua           |  | Municipal de Los Ángeles    | Gustavo Ahumada | 4 de agosto | 19:00 |
|  | Fernández Vial    | 6 - 2 | San Antonio Unido   |  | Ester Roa Rebolledo         | Claudio Cevasco | 5 de agosto | 15:00 |
|  | Independiente     | 5 - 2 | Deportes Vallenar   |  | Miguel Alarcón Osores       | Miguel Araos    | 5 de agosto | 16:00 |

|  | San Antonio Unido   | 1 - 1 | Deportes Recoleta |  | Eugenio Castro González | Manuel Vergara  | 11 de agosto | 15:30 |
|  | Deportes Santa Cruz | 2 - 1 | Colchagua         |  | Joaquín Muñoz García    | Claudio Cevasco | 11 de agosto | 19:00 |
|  | Deportes Vallenar   | 0 - 3 | Malleco Unido     |  | Nelson Rojas            | Víctor Abarzúa  | 11 de agosto | 19:00 |
|  | Independiente       | 0 - 2 | Iberia            |  | Miguel Alarcón Osores   | Matías Quila    | 12 de agosto | 16:00 |
|  | General Velásquez   | 2 - 0 | Fernández Vial    |  | Augusto Rodríguez       | Nicolás Millas  | 12 de agosto | 16:30 |

|  | Fernández Vial    | 2 - 2 | Independiente       |  | Ester Roa Rebolledo      | Kenneth Mella  | 18 de agosto | 16:30 |
|  | San Antonio Unido | 1 - 3 | Deportes Santa Cruz |  | Eugenio Castro González  | Miguel Araos   | 18 de agosto | 19:00 |
|  | Iberia            | 3 - 1 | Malleco Unido       |  | Municipal de Los Ángeles | Nicolás Medina | 19 de agosto | 15:00 |
|  | Colchagua         | 3 - 1 | Deportes Recoleta   |  | Jorge Silva Valenzuela   | Cristián Galaz | 19 de agosto | 15:30 |
|  | General Velásquez | 0 - 0 | Deportes Vallenar   |  | Augusto Rodríguez        | Diego Vidal    | 19 de agosto | 16:30 |

|  | Colchagua         | 2 - 0 | San Antonio Unido   |  | Jorge Silva Valenzuela      | Felipe Jara    | 26 de agosto | 16:30 |
|  | Deportes Recoleta | 0 - 0 | Fernández Vial      |  | Municipal de La Pintana     | Víctor Abarzúa | 26 de agosto | 16:30 |
|  | Deportes Vallenar | 0 - 2 | Deportes Santa Cruz |  | Nelson Rojas                | Nicolás Díaz   | 26 de agosto | 16:30 |
|  | Iberia            | 2 - 0 | General Velásquez   |  | Municipal de Los Ángeles    | Manuel Vergara | 26 de agosto | 16:30 |
|  | Malleco Unido     | 2 - 2 | Independiente       |  | Alberto Larraguibel Morales | Nicolás Millas | 26 de agosto | 16:30 |

|  | Deportes Santa Cruz | 1 - 0 | Iberia            |  | Joaquín Muñoz García    | Gustavo Ahumada | 1 de septiembre | 19:00 |
|  | Fernández Vial      | 1 - 0 | Deportes Vallenar |  | Ester Roa Rebolledo     | Juan Lara       | 2 de septiembre | 16:30 |
|  | General Velásquez   | 1 - 0 | Colchagua         |  | Augusto Rodríguez       | Jean Araya      | 2 de septiembre | 16:30 |
|  | Independiente       | 2 - 0 | Deportes Recoleta |  | Miguel Alarcón Osores   | Miguel Araos    | 2 de septiembre | 16:30 |
|  | San Antonio Unido   | 0 - 1 | Malleco Unido     |  | Eugenio Castro González | Fabián Aedo     | 2 de septiembre | 16:30 |

## Liguilla de ascenso
Los cinco clubes clasificados de la Fase Regular, se enfrentan todos contra todos en dos ruedas, totalizando 8 fechas. El que gane la Liguilla será el campeón, y ascenderá a la Primera B para el 2019. Los clubes reciben una bonificación según su posición al final de la Fase Regular: 5 puntos para el primero, 4 puntos para el segundo, 3 puntos para el tercero, 2 puntos para el cuarto, y 1 punto para el quinto.
|                                                   | Equipo              | PTS | PJ | PG | PE | PP | GF | GC | DG  |
| ------------------------------------------------- | ------------------- | --- | -- | -- | -- | -- | -- | -- | --- |
| 1.                                                | Deportes Santa Cruz | 19  | 8  | 3  | 5  | 0  | 8  | 5  | +3  |
| 2.                                                | General Velásquez   | 15  | 8  | 3  | 3  | 2  | 11 | 8  | +3  |
| 3.                                                | Independiente       | 14  | 8  | 3  | 3  | 2  | 14 | 10 | +4  |
| 4.                                                | Iberia              | 13  | 8  | 1  | 6  | 1  | 12 | 11 | +1  |
| 5.                                                | Colchagua           | 5   | 8  | 1  | 1  | 6  | 6  | 17 | -11 |
| Actualizado el 30 de noviembre de 2018, 21:00 UTC |                     |     |    |    |    |    |    |    |     |

     Campeón. Asciende al Campeonato AS.com Primera B 2019.
     Se mantienen en la categoría.

## Liguilla de descenso
Los cinco clubes relegados de la Fase Regular, se enfrentan todos contra todos en dos ruedas, totalizando 8 fechas. El club que finalice en la última posición, descenderá a la Tercera División A para el año 2019. Los clubes reciben una bonificación según su posición al final de la Fase Regular: 5 puntos para el sexto, 4 puntos para el séptimo, 3 puntos para el octavo, 2 puntos para el noveno, y solo 1 punto para el décimo.
|                                                  | Equipo            | PTS | PJ | PG | PE | PP | GF | GC | DG |
| ------------------------------------------------ | ----------------- | --- | -- | -- | -- | -- | -- | -- | -- |
| 6.                                               | San Antonio Unido | 16  | 8  | 3  | 4  | 1  | 10 | 7  | +3 |
| 7.                                               | Fernández Vial    | 14  | 8  | 2  | 4  | 2  | 8  | 7  | +1 |
| 8.                                               | Deportes Vallenar | 14  | 8  | 2  | 3  | 3  | 10 | 14 | -4 |
| 9.                                               | Deportes Recoleta | 12  | 8  | 3  | 2  | 3  | 7  | 7  | 0  |
| 10.                                              | Malleco Unido     | 11  | 8  | 2  | 3  | 3  | 9  | 9  | 0  |
| Actualizado el 8 de diciembre de 2018, 20:00 UTC |                   |     |    |    |    |    |    |    |    |

     Se mantienen en la categoría.
     Desciende a la Tercera División A 2019.

## Campeón
|                     |
| Deportes Santa Cruz |
|                     |
| 1.er título         |

## Descendido
|               |
| Malleco Unido |
| Descendido    |
|               |

## Estadísticas

### Goleadores
| Jugador                                           | Equipo                     | Anotado |
| ------------------------------------------------- | -------------------------- | ------- |
| Milton Alegre                                     | General Velásquez          | 14      |
| Luca Pontigo                                      | Deportes Santa Cruz        | 12      |
| Diego Huerta                                      | Deportes Santa Cruz        | 11      |
| Diego Cuéllar                                     | Deportes Vallenar          | 11      |
| Marcos Benavídez                                  | Independiente de Cauquenes | 9       |
| Felipe Escobar                                    | Colchagua                  | 8       |
| Eduardo Vilches                                   | Independiente de Cauquenes | 8       |
| Kevin Martínez                                    | Independiente de Cauquenes | 8       |
| Aníbal Domeneghini                                | Deportes Vallenar          | 7       |
| Alex Díaz                                         | Fernández Vial             | 7       |
| Arnaldo Castillo                                  | Fernández Vial             | 7       |
| Kevin Orrián                                      | General Velásquez          | 7       |
| Francisco Araya                                   | Colchagua                  | 6       |
| Vildan Alfaro                                     | Fernández Vial             | 6       |
| Diego Ruiz                                        | Iberia                     | 6       |
| Luis Pacheco                                      | Iberia                     | 6       |
| Edgar Melo                                        | Malleco Unido              | 6       |
| Claudio Latorre                                   | San Antonio Unido          | 6       |
| Claudio Riveros                                   | Deportes Recoleta          | 5       |
| Cristián Retamal                                  | Fernández Vial             | 5       |
| Jeribeth Carrasco                                 | Iberia                     | 5       |
| Richard Paredes                                   | Deportes Recoleta          | 4       |
| Mauro Lopes                                       | Deportes Santa Cruz        | 4       |
| Felipe Gaete                                      | Deportes Vallenar          | 4       |
| Marcelo Pérez                                     | Independiente de Cauquenes | 4       |
| Ignacio Pinilla                                   | Malleco Unido              | 4       |
| Gabriel Williams                                  | San Antonio Unido          | 4       |
| Actualizado el 16 de diciembre de 2018, 18:30 UTC |                            |         |

### Autogoles
| Autogoles        | Autogoles         | Autogoles                  | Autogoles | Autogoles                 |
| Jugador          | Equipo            | Favorecido                 | Anotado   | Fecha                     |
| ---------------- | ----------------- | -------------------------- | --------- | ------------------------- |
| Michael Silva    | Colchagua         | Deportes Iberia            | 1         | 1                         |
| Sergio Catalán   | Colchagua         | Deportes Iberia            | 1         | 2                         |
| Ítalo Pizarro    | Deportes Vallenar | Independiente de Cauquenes | 1         | 6                         |
| Patricio Ramírez | Malleco Unido     | Deportes Santa Cruz        | 1         | 9                         |
| Michael Silva    | Colchagua         | Fernández Vial             | 1         | 10                        |
| Cristian Merino  | Deportes Iberia   | Colchagua                  | 1         | 14                        |
| Matías Fabres    | Deportes Vallenar | Independiente de Cauquenes | 1         | 14                        |
| Jesús Villalobos | Malleco Unido     | Deportes Vallenar          | 1         | 2 (Liguilla del Descenso) |

## Entrenadores
| Listado de Entrenadores | Listado de Entrenadores | Listado de Entrenadores               |
| Equipo                  | Entrenador              | Fechas                                |
| ----------------------- | ----------------------- | ------------------------------------- |
| Fernández Vial          | Esteban Fuertes         | 1.º - 2.º                             |
| Fernández Vial          | Cristian Molins         | 3.º - 8.°                             |
| Fernández Vial          | Roberto Muñoz           | 9.° en adelante                       |
| Malleco Unido           | Miguel Ángel Gómez      | 1.º - 9.º                             |
| Malleco Unido           | Daniel Chazarreta       | 10.° en adelante                      |
| San Antonio Unido       | Guillermo Pérez         | 1.º - 16.º                            |
| San Antonio Unido       | Freddy Ferragut         | 17.° en adelante                      |
| Deportes Vallenar       | Ramón Climent           | 1.º - 18.º                            |
| Deportes Vallenar       | Gerardo Silva           | 1.° (Liguilla de Ascenso) en adelante |
| Colchagua               | Raúl González           | 1.º - 5.º (Liguilla de Ascenso)       |
| Colchagua               | Elvis Aliaga            | 6.° (Liguilla de Ascenso) en adelante |
| 1. 2. 3.                |                         |                                       |